# Eumasia crisostomella
Eumasia crisostomella is een vlinder uit de familie van de zakjesdragers (Psychidae). De wetenschappelijke naam van deze soort is voor het eerst voorgesteld als Pygmaeotinea crisostomella door Hans Georg Amsel in een publicatie uit 1957. Amsel vernoemde deze soort naar pater Crisostomo Enes Monteiro, professor in Singeverga.
De soort komt voor in Portugal.